# غطاء البظر
غطاء البظر أو قلفة البظر هي نوع من الجلد الذي يحيط ويحمي البظر. يُغطي هذا الغلاف الجزء الخارجي من البظر حيث يلامس الشفرين الصغيرين وهو مقابل للقلفة لدى الذكور. يتكون غطاء البظر -على غرار القلفة_ من مجموعة من الأنسجة الحيوية التي تربط بين الغشاء المخاطي والجلد وتلعب هذه المنطقة دورا مهما في المناعة حيث تُعتبر نقطة دخول المخاطيات. أهمية غطاء البظر لا تتمثل بالأساس في حماية حشفة البظر فقط بل يلعب دوراً غاية في الأهمية في المتعة بسبب كمية الأنسجة التي يتوفر عليها والتي تلعب الدور الأبرز في الإثارة الجنسية.

## الاختلاف
يتكون غطاء البظر من نفس الأنسجة التي تُكون القلفة لدى الذكور، كما يتكون من جنين حي يتمركز على مستوى الصفيحة الخلوية. تنمو صفيحة خلوية باستمرار على الجانب الظهري من البظر لكنها «تنصهر» في نهاية المطاف أو بالأحرى تندمج مع البظر نفسه. في حقيقة الأمر يختلف غطاء البظر في الحجم والشكل والسمك وغيرها من الأمور القياسية؛ فبعض النساء تتوفر على شفرين كبيريين يجعلان غطاء البظر مخفيا ومن الصعب رؤيته والعكس بالعكس كما أن البعض قادرات على جر حشفة البظر والتلاعب بها للأمام والخلف لعدة أسباب بما في ذلك تنظيفها أو بغرض الحصول على المتعة.

## التحفيز
تُعتبرُ حشفة البظر من بين أكثر المناطق حساسية في جسم الأنثى فهي سريعة التحفيز وتُساعد بشكل كبير على الوصول لقمة النشوة الجنسية. غالبية النساء تقوم بحك حشفة أو غطاء البظر خلال الاستمناء حيث يقمن بالضغط على تلك المنطقة مما يولد شعوار وإحساسا باللذة والنشوة. بالإضافة إلى ذلك يُوفر غطاء البظر حماية للبظر ولمعظم المناطق المحيطة به. حشفة البظر شبيهة بالقلفة؛ حيث عادة ما تكون مشحمَّة ومليئة بالغدد الدهنية.

## التعديلات

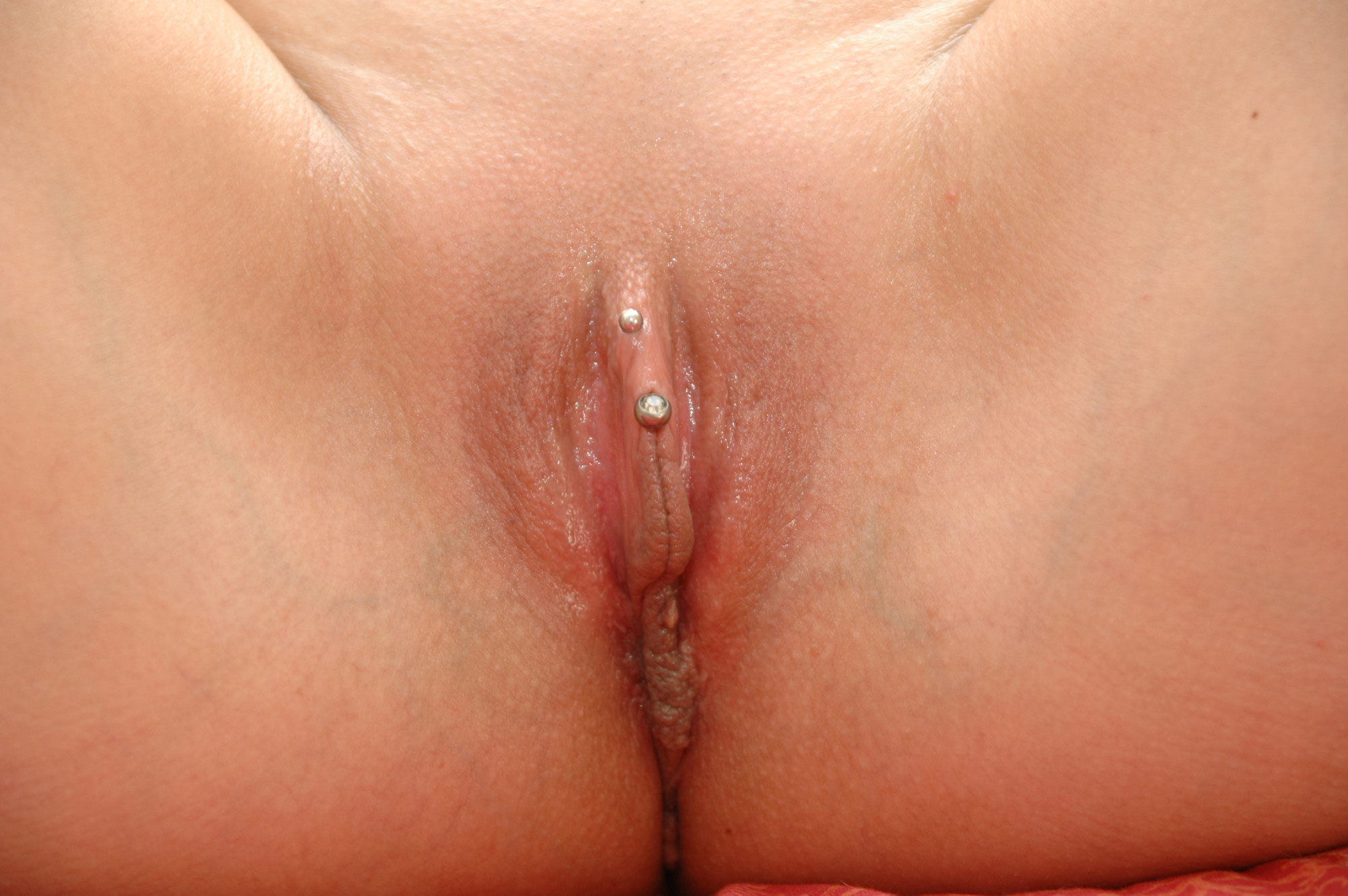
ثقب غطاء البظر.

إجراء تعديلات على البظر أمر غير شائع في مختلف أنحاء العالم على عكس الشفران. لكن وبالرغم من ذلك فهناك بعض الدول التي ترى في ختان الإناث طقسا من طقوس الأنوثة حيث يُنظر إلى هذه العملية على أنها تُحسِّنُ من ظهور الأعضاء التناسلية «المهمة» بل تُستخدم في ثقافات أخرى من أجل قمع وتقليل الرغبة الجنسية لدى الإناث بما في ذلك الاستمناء. جذير بالذكر هنا أن الختان كان شائعا لدى العديد من البلدان الغربية بما في ذلك الولايات المتحدة التي كان تُمارس وتُطبق هذه «العملية» من أجل تثبيط الاستمناء والحد من الأمراض الجنسية.